# Elisabet Raspall i Guillamont
Elisabet Raspall i Guillamont   (Vilanova i la Geltrú, 10 d'agost de 1966) és una música, pianista i compositora de jazz de Vilanova i la Geltrú.
Començà els estudis de solfeig i piano al Foment Vilanoví. Després seguí al Conservatori Superior de Música del Liceu de Barcelona, on aconseguí el títol professional de piano i obtingué el diploma de grau superior del Taller de Músics de Barcelona. Més tard, als Estats Units amb l'ajuda d'una beca, estudià música contemporània a la Berklee College of Music, on es graduà de Professional Music i assistí a nombrosos seminaris amb músics coneguts. També amplià estudis a Nova York.
Ha participat en diferents seminaris de jazz a Barcelona, a l'International Seminar of Jazz Schools de Dublín i en diferents festivals de Jazz. Ha estudiat amb Tete Montoliu, Lluís Vidal, Iñaki Salvador, Albert Bover, Alvaro Is, Fred Hersch, Barry Harris, Zè Eduardo, Silvia Goes, entre d'altres. Ha acompanyat a músics com Chris Cheek, Benet Palet, Marc Miralta, Pep Pérez Cucurella, Dani Pérez, Tom Warburton, Rogério Botter Maio, Caíto Marcondes, Chris Higgins, Perico Sambeat, Mario Rossy, entre d'altres. Ha treballat en diverses ocasions als canals de televisió nacionals i autonòmics, i en obres de teatre. Combina la seva activitat professional amb la docència.
Ha enregistrat 11 CDs amb les seves composicions i d'altres en col·laboració. Ha aconseguit diversos guardons concedits per l'Associació de Músics de Jazz de Catalunya, així com per Ràdio 4, RNE a Catalunya.

## Discografia
- Triangles. [S.l.] : Fresh Sound New Talent,1997
- Lila. Fresh Sound New Talent, 1999
- Maram. [S.l.] : Fresh Sound New Talent, 2000
- 4. [Sao Paolo] : Ediciones PAE, 2006
- Plu jazz. Girona : Raspall, 2009
- Bossanova i la Geltrú. [Barcelona] : Raspall, [2010]
- El Petó The kiss. [Barcelona] : Raspall, [2011]
- L'Istiu al cor Summer heart. Minas Gerais : Raspall, [2011]
- Converses. El colectivo. Barcelona: Raspall Records, 2013
- Present. [Barcelona] : Raspall, [2014]
- Vital. Elisabet Raspall Quintet. Barcelona: Raspall Records, 2016